# دومنیک باراتلی
دومنیک باراتلی (به فرانسوی: Dominique Baratelli) بازیکن فوتبال و دروازه‌بان اهل فرانسه است که از سال ۱۹۶۹ تا ۱۹۸۲ میلادی عضو تیم ملی فوتبال فرانسه بوده‌است. وی در ۲۱ بازی ملی حضور داشته است و در بازی‌های ملی‌اش گلی به ثمر نرساند.